# Nendokroknäbb
Nendokroknäbb (Clytorhynchus sanctaecrucis) är en fågel i familjen monarker inom ordningen tättingar.

## Utseende och läte
Nendokroknäbben är en 21 cm lång flugsnapparliknande fågel med en för släktet stor, kilformad och krokförsedd näbb. Hanen är svartvit med blåglansigt svart ovansida, svart på huvud och strupe, vita örontäckare, ett litet vitt ögonbrynsstreck samt vitt på bröst och undersida. Honan är helt rostbrun. Näbben är skifferfärgat blågrå hos båda könen. Lätet består av högljudda sorgsamma visslingar, cirka en till två sekunder långt och upprepat regelbundet.

## Utbredning och systematik
Fågeln förekommer enbart i bergstrakter på Santa Cruzöarna i Salomonöarna. Tidigare behandlades den som en underart till fijikroknäbb (C. rufiventer). 

## Status
IUCN kategoriserar den som starkt hotad.